# Dinocras

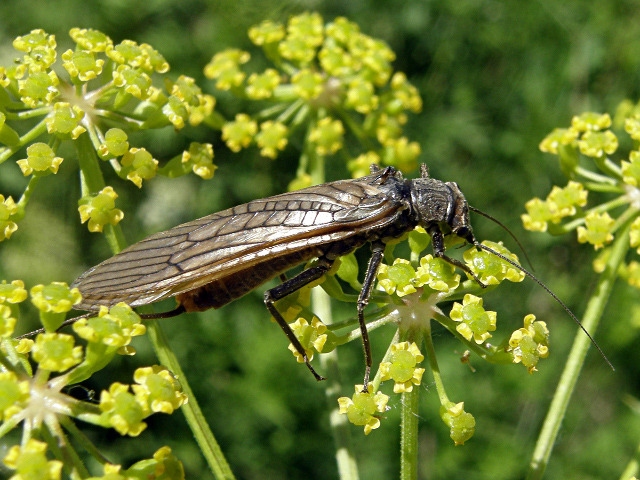
Dinocras cephalotes

Dinocras és un gènere d'insectes plecòpters pertanyent a la família dels pèrlids que es troba a Europa.
En els seus estadis immadurs són aquàtics i viuen a l'aigua dolça, mentre que com a adults són terrestres i voladors.

## Taxonomia
- Dinocras cephalotes (Curtis, 1827)
- Dinocras ferreri (Pictet, F.J., 1841)
- Dinocras megacephala (Klapalek, 1907)[6][7][8]